# Czechy na Zimowych Igrzyskach Olimpijskich 1994
Czechy na Zimowych Igrzyskach Olimpijskich 1994 reprezentowało 6 3zawodników, 47 mężczyzn i 16 kobiet.

## Wyniki reprezentantów Czech

### Biathlon
Kobiety
- Eva Háková
  - Sprint – 9. miejsce
  - Bieg indywidualny – 35. miejsce

- Iveta Knížková
  - Sprint – 34. miejsce
  - Bieg indywidualny – 34. miejsce

- Jiřína Adamičková-Pelcová
  - Sprint – 49. miejsce
  - Bieg indywidualny – 37. miejsce

- Gabriela Suvová
  - Sprint – 63. miejsce

- Jana Kulhavá
  - Bieg indywidualny – 50. miejsce

- Eva Háková, Iveta Knížková, Jiřína Adamičková-Pelcová, Irena Novotná-Česneková
  - Sztafeta 4 × 7,5 km – 7. miejsce

Mężczyźni
- Petr Garabík
  - Sprint – 21. miejsce
  - Bieg indywidualny – 11. miejsce

- Tomáš Kos
  - Sprint – 46. miejsce

- Ivan Masařík
  - Bieg indywidualny – 34. miejsce

- Jiří Holubec
  - Sprint – 29. miejsce
  - Bieg indywidualny – 17. miejsce

- Petr Garabík, Tomáš Kos, Jiří Holubec, Ivan Masařík
  - Sztafeta 4 × 7,5 km – 12. miejsce

### Bobsleje
Mężczyźni
- Jiří Dzmura, Pavel Polomský
  - Dwójki – 7. miejsce

- Pavel Puškár, Jan Kobián
  - Czwórki – 20. miejsce

- Jiří Dzmura, Pavel Polomský, Pavel Puškár, Jan Kobián
  - Czwórki – 10. miejsce

### Biegi narciarskie
Kobiety
- Kateřina Neumannová
  - Bieg indywidualny na 5 km – 8. miejsce
  - Bieg indywidualny na 15 km – 14. miejsce
  - Bieg łączony na 15 km – 6. miejsce

- Iveta Zelingerová-Fortová
  - Bieg indywidualny na 5 km – 43. miejsce
  - Bieg indywidualny na 15 km – 41. miejsce
  - Bieg łączony na 15 km – 33. miejsce
  - Bieg masowy na 30 km – nie ukończyła

- Martina Vondrová
  - Bieg indywidualny na 5 km – 47. miejsce
  - Bieg indywidualny na 15 km – 31. miejsce
  - Bieg łączony na 15 km – 44. miejsce
  - Bieg masowy na 30 km – 36. miejsce

- Jana Rázlová
  - Bieg indywidualny na 5 km – 55. miejsce
  - Bieg łączony na 15 km – 52. miejsce
  - Bieg masowy na 30 km – 39. miejsce

- Lucie Chroustovská
  - Bieg indywidualny na 15 km – 48. miejsce
  - Bieg masowy na 30 km – 39. miejsce

- Martina Vondrová, Iveta Zelingerová-Fortová, Kateřina Neumannová, Lucie Chroustovská
  - Sztafeta 4 × 5 km – 9. miejsce

Mężczyźni
- Lubomír Buchta
  - Bieg indywidualny na 10 km – 26. miejsce
  - Bieg masowy na 50 km – 20. miejsce
  - Bieg łączony na 25 km – 24. miejsce

- Václav Korunka
  - Bieg indywidualny na 10 km – 59. miejsce
  - Bieg łączony na 25 km – 37. miejsce

- Pavel Benc
  - Bieg indywidualny na 10 km – 65. miejsce
  - Bieg indywidualny na 30 km – 25. miejsce
  - Bieg łączony na 25 km – 36. miejsce

- Martin Petrásek
  - Bieg indywidualny na 10 km – 71. miejsce
  - Bieg masowy na 50 km – nie ukończył
  - Bieg łączony na 25 km – 8. miejsce

- Ondrej Valenta
  - Bieg masowy na 50 km – 58. miejsce

- Jiří Teplý
  - Bieg indywidualny na 30 km – 17. miejsce

- Ondrej Valenta
  - Bieg indywidualny na 30 km – 34. miejsce

- Lubomír Buchta, Václav Korunka, Jiří Teplý, Pavel Benc
  - Sztafeta 4 × 10 km – 8. miejsce

### Łyżwiarstwo figurowe
Pary
- Radka Kovaříková, René Novotný
  - Pary sportowe – 6. miejsce

- Kateřina Mrázová, Martin Šimeček
  - Taniec na lodzie – 8. miejsce

- Radmila Chroboková, Milan Brzý
  - Taniec na lodzie – 16. miejsce

Kobiety
- Lenka Kulovaná
  - Singiel – 13. miejsce

- Irena Zemanová
  - Singiel – 27. miejsce

### Hokej na lodzie
| Imię i nazwisko   |
| ----------------- |
| Mężczyźni         |
| Petr Bříza        |
| Roman Turek       |
| Jiří Vykoukal     |
| Drahomír Kadlec   |
| Bedřich Ščerban   |
| Antonín Stavjaňa  |
| Antonín Stavjaňa  |
| Miloslav Hořava   |
| Jiří Veber        |
| Jan Vopat         |
| Kamil Kašťák      |
| Richard Žemlička  |
| Radek Ťoupal      |
| Jiří Doležal      |
| Pavel Geffert     |
| Martin Hosták     |
| Jiří Kučera       |
| Otakar Janecký    |
| Tomáš Kapusta     |
| Petr Hrbek        |
| Tomáš Sršeň       |
| Jan Alinc         |
| Roman Horák       |
| Zajęli 5. miejsce |

### Kombinacja norweska
Mężczyźni
- Zbyněk Pánek
  - Indywidualnie – 18. miejsce

- Milan Kučera
  - Indywidualnie – 31. miejsce

- František Máka
  - Indywidualnie – 32. miejsce

- Miroslav Kopal
  - Indywidualnie – nie ukończył

- Zbyněk Pánek, Milan Kučera, František Máka
  - Drużynowo – 5. miejsce

### Skoki narciarskie
Mężczyźni
- Jaroslav Sakala
  - Skocznia normalna indywidualnie – 13. miejsce
  - Skocznia duża indywidualnie – 7. miejsce

- Jiří Parma
  - Skocznia normalna indywidualnie – 19. miejsce
  - Skocznia duża indywidualnie – 39. miejsce

- Zbyněk Krompolc
  - Skocznia normalna indywidualnie – 36. miejsce
  - Skocznia duża indywidualnie – 29. miejsce

- Ladislav Dluhoš
  - Skocznia normalna indywidualnie – zdyskwalifikowany
  - Skocznia duża indywidualnie – 30. miejsce

- Jaroslav Sakala, Jiří Parma, Zbyněk Krompolc, Ladislav Dluhoš
  - Skocznia duża drużynowo – 7. miejsce